# (33986) 2000 NK25
2000 NK25 (asteroide 33986) é um asteroide da cintura principal. Possui uma excentricidade de 0.21461600 e uma inclinação de 6.26043º.
Este asteroide foi descoberto no dia 4 de julho de 2000 por LONEOS em Anderson Mesa.